# Shohei Yamamoto
Shohei Yamamoto (山本 翔平 Yamamoto Shohei?), född 29 augusti 1982 i Kyoto prefektur, är en japansk fotbollsspelare.
Yamamoto började sin karriär 2001 i Kyoto Purple Sanga. Efter Kyoto Purple Sanga spelade han för Mito HollyHock, ALO's Hokuriku, Roasso Kumamoto, V-Varen Nagasaki, Kamatamare Sanuki och Ococias Kyoto AC. Han avslutade karriären 2018.